# 김현숙 (1966년)
김현숙(金賢淑, 1966년 5월 10일~)은 대한민국의 경제학자 출신 정치인이다. 제10대 여성가족부 장관(2022. 5.~2024. 2.)이다. 제19대 국회의원과 박근혜 정부 청와대 고용복지수석을 지냈다. 윤석열 대통령 당선인에 의해 제10대 여성가족부장관 후보자로 지명되었다. 본관은 김해이며 충청북도 청주 출생이다.

## 학력
- 일신여자고등학교 졸업
- 서울대학교 사회과학대학 경제학과 학사
- 서울대학교 대학원 경제학 석사
- 일리노이 대학교 대학원 경제학 박사

## 경력
- 2003년 7월~2007년 8월: 한국조세연구원 전문연구위원
- 2007년 9월~2012년 5월: 숭실대학교 경제학과 교수
- 2012년 5월~2015년 8월: 제19대 국회의원 (비례대표)
- 2013년 1월~2013년 2월: 제18대 대통령직 인수위원회 여성문화분과 위원
- 2014년 5월~2015년 2월: 새누리당 원내대변인
- 2015년 8월~2017년 5월: 대통령비서실 고용복지수석비서관
- 2022년 3월~2022년 5월: 윤석열 대통령 당선인 정책특보
- 2022년 5월~2024년 2월: 제10대 여성가족부 장관
- 2022년 5월~2024년 2월: 대통령 직속 저출산고령사회위원회 정부위원
- 2022년 5월~2024년 2월: 대통령 직속 2050 탄소중립녹색성장위원회 정부위원
- 2022년 5월~2024년 2월: 대통령 직속 국가균형발전위원회 당연직위원
- 2022년 5월~2024년 2월: 대통령직속 국가생명윤리심의위원회 정부위원
- 2022년 12월~2024년 2월: 저출산고령사회위원회 정부위원
- 2025년 2월~: 숭실대학교 경제통상대학 부학장
- 2025년 4월~2025년 4월: 국민의힘 나경원 제21대 대통령 선거 경선후보 나경원 캠프 정책자문단
- 2025년 5월~2025년 6월: 제21대 대통령 선거 국민의힘 김문수 대통령 후보 정책총괄본부 중산층성장본부장 겸 여성본부 상임고문

## 이력
일신여자고등학교와 서울대학교 경제학과를 졸업하고 미국 일리노이 대학교 어배너-섐페인 대학원에서 경제학 박사학위를 취득했다. 한국조세연구원 연구위원을 거쳐 숭실대학교 경제학과 교수를 지냈다.
새누리당 후보로 2012년 제 19대 총선에 비례대표로 출마하여 당선되었다. 임기는 2012년 5월 30일부터 2015년 8월 5일까지다.

## 역대 선거 결과
| 실시년도 | 선거   | 대수 | 직책     | 선거구   | 정당     | 득표수      | 득표율          | 순위          | 당락 | 비고 |
| -------- | ------ | ---- | -------- | -------- | -------- | ----------- | --------------- | ------------- | ---- | ---- |
| 2012년   | 총선   | 19대 | 국회의원 | 비례대표 | 새누리당 | 9,130,651표 | \| \| 42.80% \| | 비례대표 13번 |      | 초선 |
|          | 42.80% |      |          |          |          |             |                 |               |      |      |

## 소속 정당
| 소속 정당 | 소속 정당  | 소속 기간 | 비고      |
| --------- | ---------- | --------- | --------- |
|           | 새누리당   | 2012~2015 | 정계 입문 |
|           | 무소속     | 2015~2017 | 탈당      |
|           | 자유한국당 | 2017~2020 | 복당      |
|           | 미래통합당 | 2020      | 합당      |
|           | 국민의힘   | 2020~현재 | 당명 변경 |

## 같이 보기
- 대한민국 제19대 국회의원 선거 새누리당 후보 목록#비례대표
- 대한민국의 대통령비서실 수석비서관
- 대한민국의 여성가족부 장관